# Izolacja postzygotyczna
Izolacja postzygotyczna – rodzaj izolacji rozrodczej. Nie dopuszcza ona do przepływu genów, gdy dojdzie już do zapłodnienia między blisko spokrewnionymi gatunkami.

## Rodzaje

### Zmniejszająca żywotność mieszańców
Mieszańce zamierają zazwyczaj na wczesnym etapie rozwoju zarodkowego; następuje wówczas poronienie. Czasem niektóre osobniki rozwijają się jako upośledzone. Przykładami organizmów posiadających ten typ bariery są: jeżowce oraz żaby: żaba byka i żaba lamparcia.

### Zmniejszająca płodność mieszańców
Mieszańce zazwyczaj są żywotne. Nie mogą się rozmnażać najczęściej z powodu różnicy w liczbie chromosomów pomiędzy przedstawicielami gatunków rodzicielskich. Za przykład może tu posłużyć muł. Jest on krzyżówką klaczy konia i ogiera osła. Posiada on 63 chromosomy, co powoduje błędy podczas mejozy, podczas której chromosomy homologiczne łączą się w pary.

### Prowadząca do załamania mieszańców
W tym wypadku mieszańce pierwszego pokolenia są płodne. Natomiast w następnych pokoleniach objawia się depresja mieszańcowa, tzn. następne pokolenia nie są zdolne do rozrodu.